# Tihomir Tunuković
Tihomir Tunuković  (Zagreb, 30. lipnja 1967.  – bojište kod Travnika 1. studenoga 1992., bio je hrvatski novinar, televizijski i filmski snimatelj.

## Životopis

### Početci
Studij snimanja na Akademiji dramske umjetnosti u Zagrebu započeo je 1989.

### Novinarski i snimateljski rad
U novinarstvu od 1991. kao ratni reporter. Tada je, dok je još bio student treće godine, počeo raditi kao slobodni snimatelj za svjetske agencije, izvješćujući s bojištâ u Hrvatskoj. Iste godine je utemeljio tvrtku Tuna film. Snimio je i glazbene spotove Suza, U gori raste zelen bor i Na rijeci u režiji Lukasa Nole s glumicom Anjom Šovagović-Despot.
U produkciji Akademije dramske umjetnosti, Tuna filma i Gama studija snimio je 1992. kratki igrani film Enya u režiji Nikše Sviličića). 
Kod Osijeka je 1992. ranjen u ruku. Te je godine za BBC snimao rat u Hrvatskoj te u Bosni i Hercegovini.

### Smrt
Ubijen je u blizini Travnika 1. studenoga 1992. projektilom iz srpskoga protuzrakoplovnog topa dok je bio u vozilu s britanskom registracijom i vidljivom oznakom Press, u koloni izbjeglica.

## Obitelj
Otac mu je zagrebački novinar Zdravko Tunuković.

## Filmografija
- Enya (1960., r. Nikša Sviličić)

## Spomen
- Spomen ploča s imenima hrvatskih novinara, snimatelja i tehničara ubijenim u Domovinskome ratu na kojoj je i ime Tihomira Tunukovića postavljena je na zgradi Hrvatskog novinarskog doma u Zagrebu.[2]